# Notalina morsei
Notalina morsei är en nattsländeart som beskrevs av Ralph W. Holzenthal 1986. Notalina morsei ingår i släktet Notalina och familjen långhornssländor. Inga underarter finns listade i Catalogue of Life.